# Sīvjān
Sīvjān (persiska: Seyowjān, سیوجان, Sīūjān, Sīojān, Dabestān-e Seyyowjān, Sīyūjān, Sīrjān) är en ort i Iran.   Den ligger i provinsen Khorasan, i den östra delen av landet, 800 km öster om huvudstaden Teheran. Sīvjān ligger 1 362 meter över havet och antalet invånare är 787.
Terrängen runt Sīvjān är kuperad åt nordost, men åt sydväst är den platt.Runt Sīvjān är det glesbefolkat, med 12 invånare per kvadratkilometer. Närmaste större samhälle är Khūsf, 9,1 km sydväst om Sīvjān. Trakten runt Sīvjān är ofruktbar med lite eller ingen växtlighet.